# IC 851
IC 851 ist eine Spiralgalaxie vom Hubble-Typ Sb im Sternbild Coma Berenices am Nordsternhimmel. Sie ist schätzungsweise 117 Millionen Lichtjahre von der Milchstraße entfernt und hat einen Durchmesser von etwa 35.000 Lichtjahren.
Im selben Himmelsareal befinden sich u. a. die Galaxien IC 856, IC 4163, IC 4181, IC 4183.
Das Objekt wurde am 25. Februar 1892 vom US-amerikanischen Astronomen Herbert Couper Wilson entdeckt.